# Gastronomía anglo-india

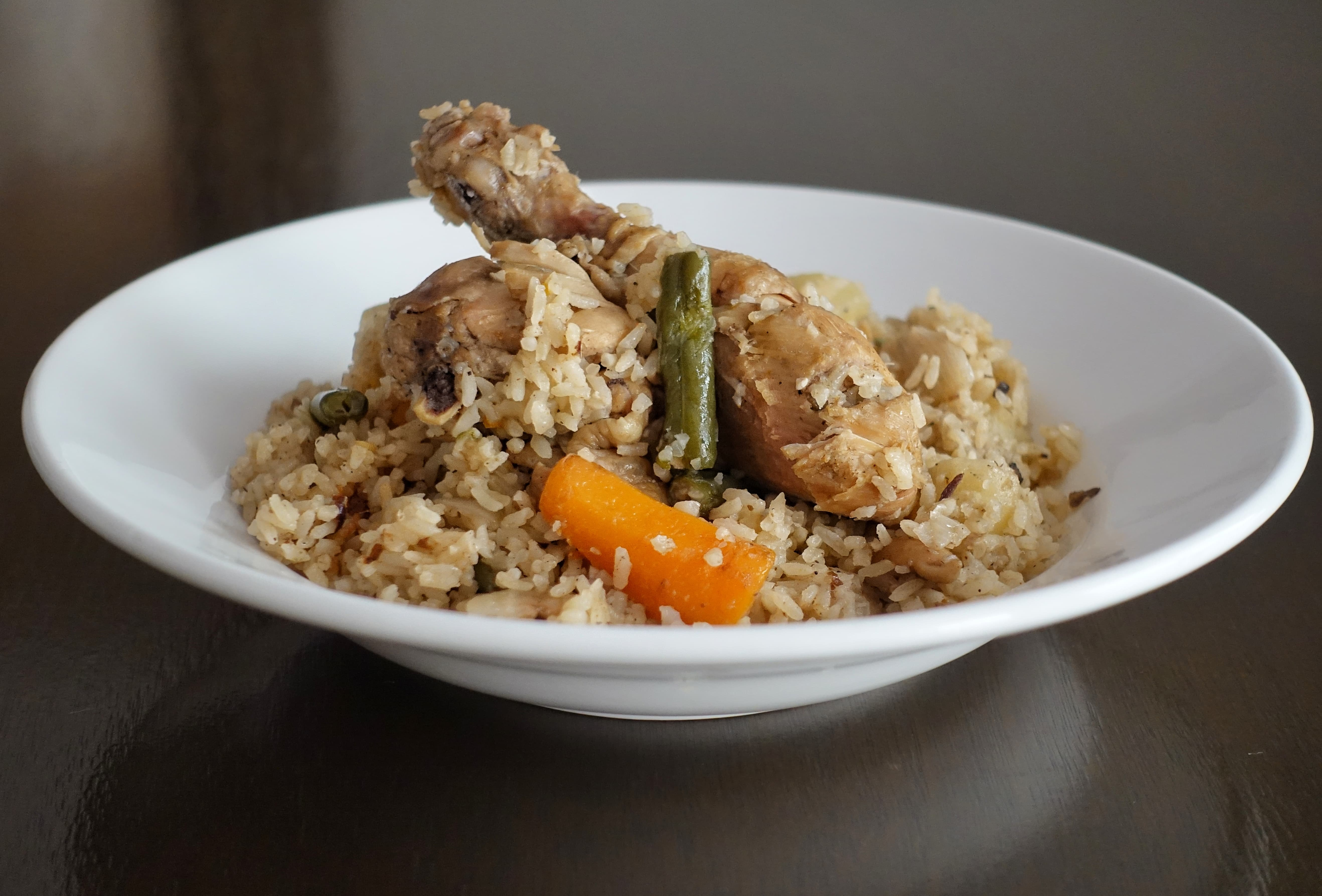
Un plato de una olla de pollo, arroz y verduras. "Una comida reconfortante angloindia".

La gastronomía anglo-india es la a menudo distintiva cocina de la comunidad anglo-india tanto en el Reino Unido como en la India.
Algunos platos anglo-indios incluyen recetas británicas tradicionales, como rosbif con clavo, guindilla y otras especias indias. El pescado y la carne se preparan a menudo como curris con verduras indias. Las recetas anglo-indias usan frecuentemente coco, yogur y almendra. Los asados y curris, los platos de arroz y el pan tienen sabores distintivos.
Son conocidas, entre otras, las recetas anglo-indias de lengua de ternera con sal, kedgeree, rissoles de pescado y mulligatawny. Entre los dulces se encuentran especialidades de temporada, como los kul-kuls y rose-cookies hechos tradicionalmente en Navidad. Hay también bastante innovación en sus sopas, entrantes, guarniciones, salsas y ensaladas.
Algunos de los primeros restaurantes de Inglaterra servían comida anglo-india, como el Veeraswamy en Regent Street (Londres) y su local hermano, Chutney Mary. Sin embargo, han vuelto mayoritariamente a los platos indios tradicionales, que son más conocidos para los clientes.
El término también se usa para los platos indios adaptados durante el Raj Británico en la India, algunos de los cuales se pusieron luego de moda en el Reino Unido. La cocina de fusión entre las especias e ingredientes indios y los ingredientes británicos (como el pan, la panceta o los baked beans) se conoce también como Brit Indi, término que fue popularizado por Manju Malhi.
Los ingleses también llevaron algunas recetas europeas a la India que siguen comiéndose en la actualidad, como la remolacha.